# Nefelis
Nefelis (en llatí Nephelis, en grec antic Νεφελίς) era una ciutat de la costa de Cilícia entre Antioquia i Anemúrion. Alguns autors creuen que és la mateixa ciutat que Ζεφέλιον ('Zefelion'), i llavors estaria situada entre Selinunt i Celenderis.
A la rodalia hi havia el promontori de Nefelis, segons Titus Livi, on la flota d'Antíoc III el Gran era ancorada després de sotmetre Cilícia fins a Selinunt. Mentre preparava el setge de Coracesion, allí el rei va rebre els ambaixadors de Rodes.